# Grosmagny
Grosmagny je naselje in istoimenska občina v departmaju Territoire de Belfort v vzhodno francoski pokrajini Franche-Comté. 

## Geografija
Naselje leži severno od mesta Belfort, na strateško pomembni poti med Renom in Rono, tako imenovanih Burgundskih vratih.
Iz vasi je odličen pogled na Švicarske Alpe.

## Administracija
Grosmagny je občina in je del kantona Canton de Giromagny.
1. ↑  »Populations légales 2016«. Nacionalni inštitut za statistične in gospodarske raziskave. Pridobljeno 25. aprila 2019.